# At Newport 1960
Az 1960-as At Newport 1960 Muddy Waters koncertlemeze. A felvételek az 1960-as Newport Jazz Festival-on készültek július 3-án. 2003-ban a Rolling Stone magazin Minden idők 500 legjobb albuma listáján a 348. lett. Az album szerepel továbbá a The Rough Guide to Blues 100 Essential CDs és 1001 lemez, amit hallanod kell, mielőtt meghalsz könyvekben.

## Az album dalai
|    | Cím                            | Szerző(k)                     | Hossz |
| -- | ------------------------------ | ----------------------------- | ----- |
| 1. | I Got My Brand On You          | Willie Dixon                  | 4:24  |
| 2. | (I'm Your) Hoochie Coochie Man | Dixon                         | 2:50  |
| 3. | Baby, Please Don't Go          | McKinley Morganfield          | 2:52  |
| 4. | Soon Forgotten                 | St. Louis Jimmy Oden          | 4:08  |
| 5. | Tiger In Your Tank             | Dixon                         | 4:12  |
| 6. | I Feel So Good                 | Bill Broonzy                  | 2:48  |
| 7. | Got My Mojo Working            | Foster                        | 4:08  |
| 8. | Got My Mojo Working, Pt. 2     | Foster                        | 2:38  |
| 9. | Goodbye Newport Blues          | Langstong Hughes, Morganfield | 4:38  |

## Közreműködők
- Muddy Waters – gitár, ének
- Otis Spann – zongora, ének
- Pat Hare – gitár
- James Cotton – szájharmonika
- Andrew Stephens – basszusgitár
- Francis Clay – dob